# Pancratium zeylanicum
Pancratium zeylanicum es una especie de plantas de la familia de las amarilidáceas.

## Hábitat
Se trata de una hierba bulbosa perenne, que crece en la India y en las islas del océano Índico, donde se le conoce comúnmente como "lluvia de flores".

## Descripción
A veces se cultiva en invernadero, en contenedores. No tiene un período de descanso a menos que el agua sea suspendida. Se propaga mediante la producción de esquejes y por semilla.

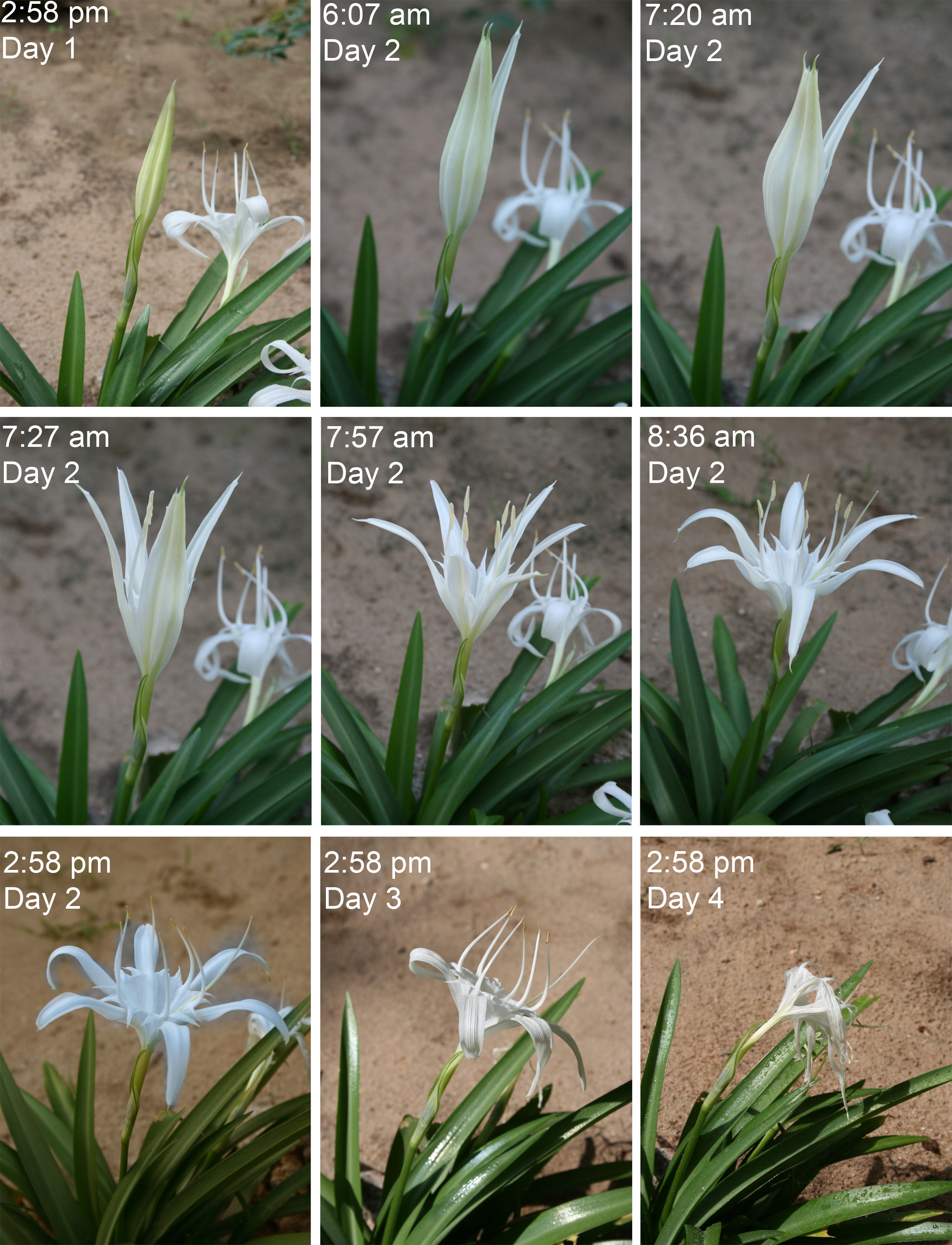

La poliniza una polilla de larga probóscide.

## Taxonomía
Pancratium zeylanicum fue descrita por  Carlos Linneo y publicado en Species Plantarum 1: 290. 1753.
Etimología
Pancratium: nombre griego de una planta bulbosa, que podría derivar de pagkration, que significa "todopoderoso", aludiendo quizás a las propiedades medicinales de estas plantas.
Sinonimia
- Pancratium tiariflorum Salisb. (1808).
- Pancratium uniflorum Stokes (1812).[6][7]

## Nombres comunes
- Español: flor de la lluvia, lluvia de flores.
- Francés: lys calice de Ceylan.
- 中文: 海水仙